# Param Vir Chakra
A Param Vir Chakra (PVC) é a condecoração militar mais alta da Índia. É o equivalente indiano da Cruz Vitória, da Medalha de Honra dos EUA, da Nishan-e-Haider do Paquistão, da Legião de Honra da França ou da Cruz de São Jorge da Rússia. Pode ser atribuída a título póstumo.
Param Vir Chakra significa "O mais bravo dos bravos" em hindi. (Param = o mais alto; Vīr = bravo (guerreiro); Chakra = roda/medalha).

## Origem
A PVC, feita de bronze, foi criada em 26 de Janeiro de 1950 (data em que a Índia se tornou uma república), pelo Presidente da Índia, com retroactividade a 15 de Agosto de 1947 (data da independência da Índia). Pode ser concedida a oficiais e a todo o pessoal militar de todos os ramos das forças armadas indianas. É a segunda condecoração mais alta atribuída pelo governo da ìndia, a seguir à Bharat Ratna. Substituiu a Cruz Vitória colonial do Reino Unido.
Foi também criado um segundo nível da PVC na forma de uma barra. Atè à data (2011), não foi entregue nenhuma. Ser condecorado com a PVC permite o uso da abreviatura "P.V.C." a seguir ao nome do titular.
A Ashoka Chakra é a condecoração equivalente da PVC mas em tempo de paz. É concedida por ... por bravura distinta ou acto de coragem ou potencial acto de valor ou auto-sacrifício, sem a presença do inimigo. Pode ser atribuída a militares e a civis, e a título póstumo.

## Direitos
A condecoração dá o direito a receber um valor monetário àqueles cujo posto fique abaixo do de tenente (ou equivalente) e, em alguns casos. Com a morte do titular, a pensão é transferida para a viúva até que esta se case novamente ou morra. O valor da pensão tem sido alvo de polémica desde a sua criação. Em Março de 1999, foi estabelecido um valor de 1.500 Rs por mês. Alguns estados, estabeleceram um valor adicional muito superior ao do governo.